# Lithacodia jora
Lithacodia jora là một loài bướm đêm trong họ Noctuidae.